# Ray McLean
(en) Statistiques sur pro-football-reference
Ray McLean (né le 6 décembre 1915) est un entraîneur américain de football américain ayant évolué pour les Packers de Green Bay à différents postes entre 1951 et 1958, et notamment comme entraîneur principal lors de la saison 1958 où il termine avec seulement 1 victoire en 12 rencontres.